# Liste libanesischer Schriftsteller
Die Liste libanesischer Schriftsteller gibt einen Überblick über die Schriftsteller des Libanons. Es besteht kein Anspruch auf Vollständigkeit.

## A
- Dima Abdallah (* 1976/77)
- Elia Abu Madi (1889/90–1957)
- Etel Adnan (1925–2021)
- Ali Ahmad Said (* 1930)
- Raschid ad-Daʿif (* 1945)
- Rabih Alameddine (* 1959)
- Akl Awit (* 1952)

## B
- Hoda Barakat (* 1952)
- Butrus al-Bustani (1819–1883)
- Wadi' al-Bustani (1886–1954)

## C
- Nahla Chahal
- Andrée Chedid (1920–2011)
- Louis Cheikhô (1859–1927)
- Michel Chiha (1891–1954)
- Alexandra Chreiteh
- Georges Corm (* 1940)

## D
- Jabbour Douaihy (1949–2021)

## E
- Estephane Boutros El Douaihy (1630–1704)

## G
- Khalil Gibran (1883–1931)
- Joumana Gebara

## H
- Joumana Haddad (* 1970)
- Sami Ibrahim Haddad
- Joseph Harb
- Jad Hatem (* 1952)
- Youssef Howayek (1883–1962)

## I
- Suhayl Idris (1925–2008)

## J
- Mohammed Jaber al-Safa (1875–1945)

## K
- Assaad Elias Kattan (* 1967)
- Stanley Kerr (1894–1976)
- Yusuf al-Khal (1917–1987)
- Elias Khoury (1948–2024)
- Raymond Khoury (* 1960)
- Vénus Khoury-Ghata (* 1937)

## M
- Amin Maalouf (* 1949)
- Wajdi Mouawad (* 1968)
- Youakim Moubarac (1924–1995)

## N
- Mikha'il Na'ima (1889–1988)
- Emily Nasrallah (1931–2018)

## R
- Joseph-Marie Raya (1916–2005)
- Ahmed Reda (1872–1953)
- Amin al-Rihani (1876–1940)

## S
- Wadih Saadeh (* 1948)
- Fatima Sharafeddine (* 1966)
- SF Said (* 1967)
- Georges Schehadé (1905–1989)
- Hanan al-Shaykh (* 1945)
- Ahmad Faris al-Schidyaq (1805–1887)

## T
- Nassim Nicholas Taleb (* 1960)
- Jalal Toufic (* 1962)
- Nadia Tuéni (1935–1982)

## Z
- Dschurdschī Zaidān (1861–1914)